# Хотетовский, Иван Степанович
Князь Иван Степанович Хотетовский — стольник, воевода и окольничий во времена правления Фёдора III Алексеевича, правительницы Софьи Алексеевны и Петра I Алексеевича. Рюрикович в XXIII колене, из рода князей Хотетовских.
Из княжеского рода Хотетовские. Сын князя Степана Гавриловича Хотетовского. Имел сестру Настасью Степановну — жена Ивана Ивановича Боборыкина.

## Биография
Стольник (1676). Дневал и ночевал четвёртым в Архангельском соборе Московского кремля у гроба царя Фёдора Алексеевича (01 мая 1682). Пожалован в окольничии (1683—1692). Окольничий, указано ведать Холопий приказ (26 января 1683). На его имя дан указ царей Ивана V и Петра I Алексеевичей и повелено привести в исполнение: «исключить из Царского титула имя правительницы, царевны Софьи Алексеевны» (17 сентября 1689). Назначен судьёй Владимирского судного приказа (14 декабря 1689). Присутствовал вторым в Московском судном приказе (1689). Сказывал боярство Григорию Филимоновичу Нарышкину (17 марта 1692). Участвовал во всевозможных церковных службах и религиозных церемониях (1683—1698). В сентябре 1695 года девятый воевода в защищающем город войск на потешном Кожуховском военно-действии. При царях Иване V и Петре I шестнадцатый, а в 1703 году показан пятым окольничим.
Последовало повеление царицы Екатерины II Алексеевны об увольнении его из Петербурга, с дозволением проживать в Москве или своем имении (21 сентября 1721).
Имел свой двор в Москве. Владел поместьями в Боровском, Карачаевском, Можайском и Вологодском уездах.

## Семья
Жена: Степанида Степановна урождённая Татаринова, дочь Степана Герасимовича Татаринова. В приданое даны деревни Якшино и Малые-Конюхи в Луховском уезде.
Сын:
- князь Хотетовский Анисим Иванович — стольник (1692), комнатный стольник (1703), асессор Петербургского Надворного суда (1722).